# Mildura
Mildura je město v Austrálii. Leží v severozápadní části státu Victoria na levém břehu řeky Murray 550 km od Melbourne. Mildura má přibližně 35 tisíc obyvatel.
Původními obyvateli byly domorodé kmeny Jarijari a Latjilatji, název města znamená v jejich jazyce „červená země“. Od roku 1847 se zde usazovali chovatelé ovcí, osadu založili v roce 1887 kanadští přistěhovalci bratři Chaffeyové. Díky výhodné poloze Mildura rychle rostla, v roce 1922 se stala městem a v roce 1934 získala status city.
Mildura je střediskem regionu Sunraysia, vyznačujícího se rovinatým profilem a semiaridním podnebím, místní zemědělství je závislé na zavlažovacím systému. Hlavními produkty města jsou víno, rozinky, citrusy, mandle, pistácie a olivový olej. Významný je i průmysl stavebních hmot, díky celoročně teplému počasí a výborným podmínkám pro vodní sporty je Mildura turistickým letoviskem. Městem prochází významná komunikace Sturt Highway.